# Ahmed Ier Bey
Ne doit pas être confondu avec Ahmed Bey.
Ahmed Ier (arabe : أبو العباس أحمد باشا باي), né le 2 décembre 1806 à Tunis et mort le 30 mai 1855 à La Goulette, est bey de Tunis de la dynastie des Husseinites de 1837 à sa mort.
Il succède à son père, Moustapha Bey, le 10 octobre 1837. Jeune prince, il a pour son pays de grandes ambitions : il veut posséder une armée nombreuse, une marine de guerre redoutable, un arsenal moderne, une école polytechnique, un hôtel de monnaie, une résidence royale, etc. Mais ni lui ni son jeune ministre des Finances, Mustapha Khaznadar, qui est devenu son beau-frère, n'ont une idée exacte des ressources économiques à utiliser pour mener à bien ces grands travaux, de sorte que la plupart des initiatives beylicales aboutissent à des échecs coûteux de même qu'à une baisse des ressources financières de la régence.

## Biographie

### Firman ottoman
Quelque temps après son avènement, Ahmed Bey reçoit du sultan ottoman le firman traditionnel d'investiture et les insignes correspondants. L'envoyé du sultan, Osman Bey, arrive à La Goulette, le 15 mai 1838, à bord d'une frégate. Le lendemain, il fait son entrée officielle à Tunis, à cheval, précédé de tous les membres du cabinet beylical qui étaient allés au-devant de lui jusqu'à deux lieues de la ville. On porte devant l'envoyé le sabre d'honneur et le caftan destiné au bey. L'envoyé est encadré de spahis et est suivi par toutes les troupes régulières (au nombre de 5 000 à 6 000) ainsi que par 5 000 cavaliers arabes des environs de Tunis. Le cortège fait son entrée dans la capitale sous les acclamations des hommes et les youyous des femmes.
Trois jours après cette entrée officielle, l'envoyé se rend au palais du Bardo en grand apparat pour présenter au bey le firman et les insignes de son investiture ainsi que des cadeaux parmi lesquels deux belles Géorgiennes et dix pièces de canons. Nommé général de division de l'armée impériale ottomane en mai 1838, il est élevé par le sultan à la dignité de maréchal (mouchir) — jusqu'alors les beys de Tunis n'avaient que le grade de général de division — le 14 août 1840. Tous ces honneurs ont pour but de renforcer les liens de vassalité qui unissent la régence de Tunis au sultan ottoman.

### Voyage décisif en France
Lors d'un traité signé en 1830, le bey consent à la cession d'un terrain à Carthage pour l'érection d'un monument au roi Louis IX. La pose de la première pierre de la cathédrale au sommet de la colline de Byrsa a lieu le 25 août 1840. Signe de la tolérance religieuse du bey, il permet également en février 1845, à la communauté chrétienne de Tunis essentiellement composée de commerçants européens, d'agrandir leur petite église située près de Bab El Bhar.
En juin-juillet 1845, le duc de Montpensier, fils du roi Louis-Philippe, visite Tunis et Carthage. Il est reçu avec beaucoup de solennité par le bey. Au cours d'entretiens officiels s'amorce le projet du voyage d'Ahmed Bey à Paris.

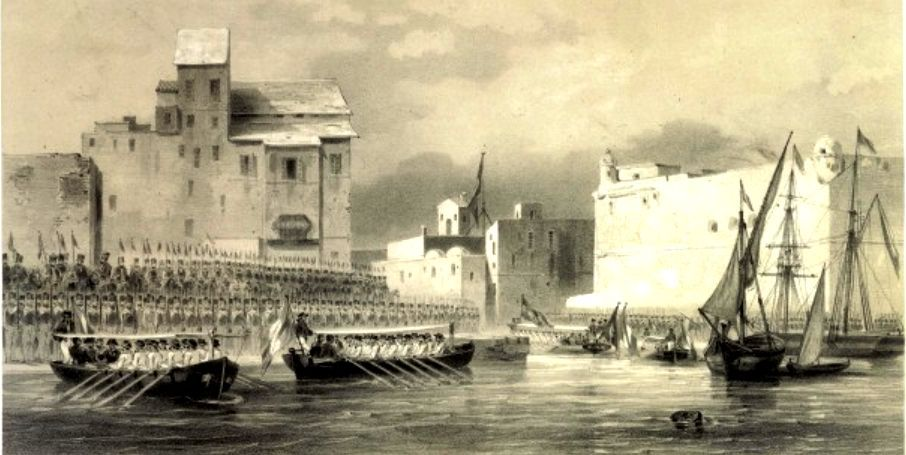
Arrivée du duc de Montpensier à La Goulette en juin 1845, reçu par une garde d'honneur de l'armée beylicale avec, à gauche, une partie du palais d'été d'El Sharfiya, aujourd'hui disparu.

Ce voyage a lieu en novembre 1846. Victor Hugo rapporte que son arrivée à Toulon est saluée de 21 coups de canon, comme il était de rigueur pour les têtes couronnées. Le roi Louis-Philippe réserve ensuite au bey une réception splendide à laquelle celui-ci est très sensible. Ce voyage, au cours duquel Ahmed Bey voit beaucoup de choses, renforce le souverain dans ses projets d'imiter les nations européennes. Un article paru en 1897 dans La Revue tunisienne décrit ainsi l'effet qu'a eu cette visite sur la volonté modernisatrice du bey : 
« Parmi toutes les merveilles qu'il eut l'occasion d'admirer, son esprit demeura plus particulièrement frappé par les ingénieuses applications du génie industriel ; il conçut dès lors le noble projet de tirer l'industrie indigène hors de la routine où elle était plongée en l'encourageant à entrer dans la voie du progrès et de doter son pays d'établissements spéciaux, armés des moyens de production dont les avantages économiques lui avaient été révélés. »
La visite du bey en France, organisée par son conseiller Giuseppe Raffo avec le consul de France, et le fait que le pays le reçoit avec les honneurs réservés habituellement à un souverain indépendant déplaît aux autorités de l'Empire ottoman car le bey reste, du moins théoriquement, sous la suzeraineté du sultan.

## Souverain modernisateur
Selon l'historien Mohamed Bayram V, les réformes du bey se concentrent sur l'État, l'armée et l'éducation. Il accorde aux grands officiels de l'État le titre et la fonction de ministre et crée un gouvernement moderne. Il nomme Mustapha Saheb Ettabaâ comme grand vizir, Mustapha Khaznadar comme ministre de l'Intérieur et des Finances, Moustapha Agha comme ministre de la Guerre, Mahmoud Khodja comme ministre de la Marine et Giuseppe Raffo comme ministre des Affaires étrangères. Parfois, on accorde à Mahmoud Ben Ayed le poste de ministre du Commerce, au daouletli Kuchk Mohamed le poste honorifique de ministre chargé de la sécurité de Tunis et à Mohamed Lasram IV le poste de ministre de la Plume. L'historien Ibn Abi Dhiaf devient le secrétaire particulier du bey.
Parmi les réussites du souverain, on peut citer l'abolition de l'esclavage en Tunisie au mois de janvier 1846,. À cela s'ajoute la création de l'École militaire du Bardo en mars 1840, un établissement destiné à prodiguer une formation moderne aux futurs officiers de l'armée beylicale tunisienne. Cette dernière prend une importance considérable sous son règne, atteignant 50 000 hommes de troupes divisés en sept régiments d'infanterie, quatre régiments d'artillerie et deux régiments de cavalerie.

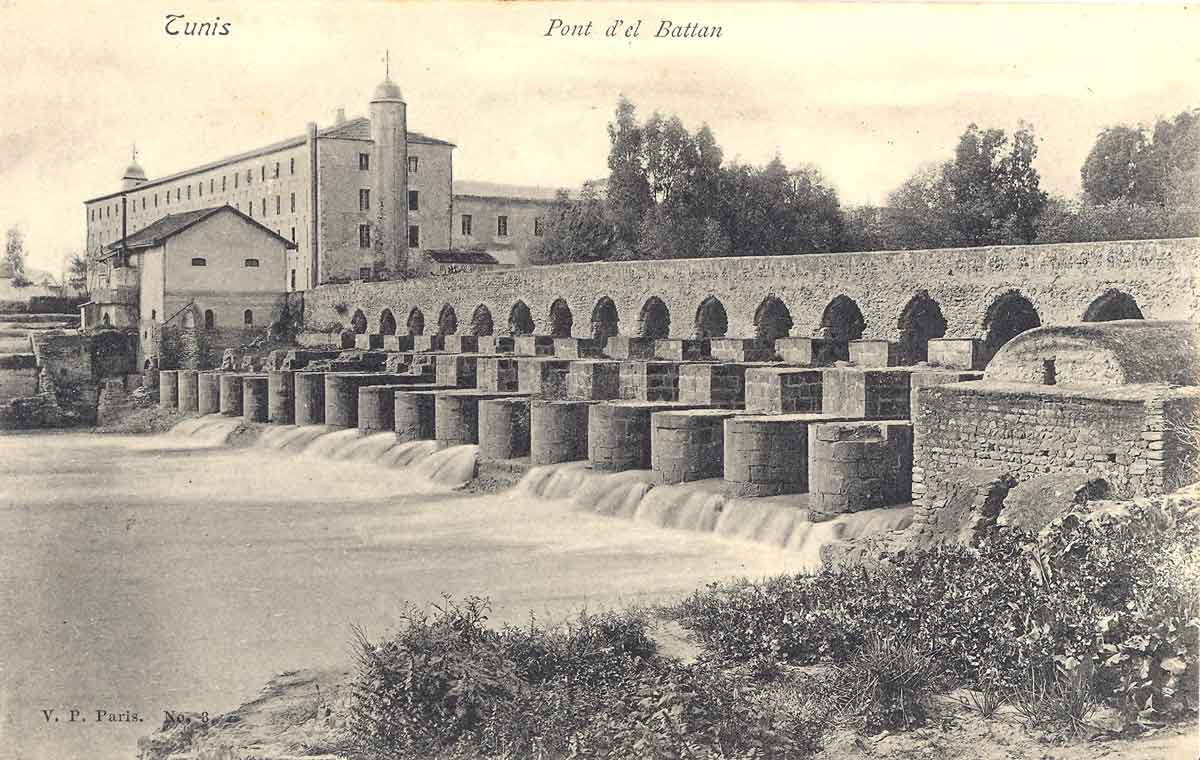
Bâtiment et pont d'El Battan sur la Medjerda, près de Tebourba, qui servait à actionner les roues à eau de la draperie industrielle.

En parallèle, le bey réglemente le domaine de l'enseignement religieux à la mosquée Zitouna, y installant trente professeurs, quinze pour le rite malékite majoritaire en Tunisie et quinze pour le rite hanéfite, qui a la faveur des Turcs du pays, tous nommés officiellement et rétribués par l'État. Il les place sous le contrôle du conseil charaïque, dominé par les deux jurisconsultes les plus renommés de leur temps, Sidi Brahim Riahi, bach-mufti malékite, et Mohamed Bayram IV, bach-mufti hanéfite, qui reçoit le premier en Tunisie le titre de Cheikh El Islam. Dans le même temps, le bey fait don d'un lot important de manuscrits arabes à la Zitouna.
Le capitalisme d'État est par ailleurs vivement encouragé : l'homme d'affaires Mahmoud Ben Ayed est chargé de mettre en place un modeste complexe industriel pour les besoins de la nouvelle armée. En 1840 est fondée une draperie industrielle à Tebourba, alimentée par des roues à eau puis des machines à vapeur importées d'Angleterre, des tanneries, une fonderie de canon au Bardo, des poudreries et une minoterie à Djedeida.
Enfin, on note l'apparition de nouvelles administrations dont celles de la rabta, les silos à grains de l'État, de la ghaba, l'office des forêts d'oliviers, et de la ghorfa, la centrale d'achat de l'État, ainsi qu'un hôtel de la monnaie au Bardo.

## Réformes aux effets incertains

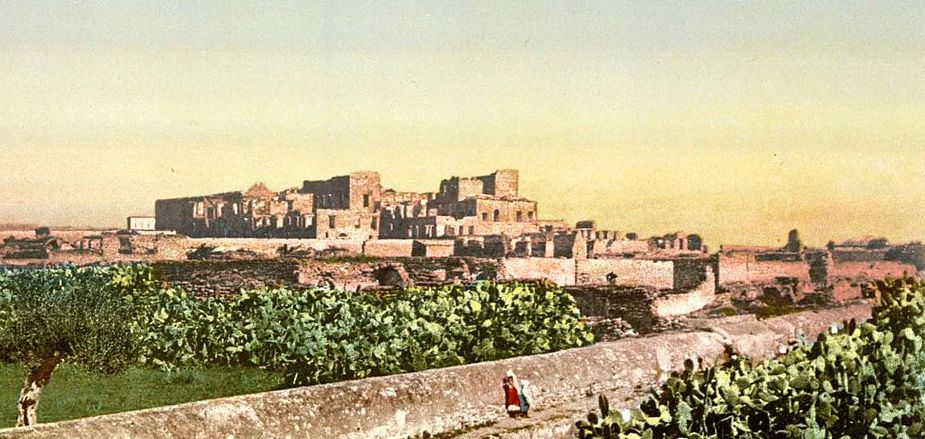
Ruines du palais de la Mohamedia en 1899.

L'effort de rénovation d'Ahmed Bey se fait peu sentir dans l'évolution urbaine et économique de Tunis ou de la régence. Il ne semble pas que ce prince se soit beaucoup intéressé à l'embellissement de Tunis ou au développement urbain, à l'exception de la reconstruction de la mosquée de Bab El Jazira et de la restauration en 1847-1848 de Bab El Bhar. Les palais du Bardo, de La Goulette et de la Mohamedia profitent davantage des initiatives du souverain ; ce dernier, nommé Salehia du nom du saint local Sidi Saleh, est rarement habité par le bey alors que les dépenses découlant de sa construction sont très élevées.
Bien que le bey a toujours manifesté une grande volonté réformatrice, notamment dans les domaines économiques et militaires, ses initiatives ont finalement peu de succès à cause de l'ignorance des conséquences financières des réformes et de la médiocrité du personnel politique, certains ministres et conseillers qui l'entourent étant des mamelouks peu compétents.

## Vie familiale
Sa mère est italienne et il parle italien.
Bien que la plupart des souverains de la dynastie husseinite disposent, aux XVIIIe et XIXe siècles, d'un vaste harem en plus de leurs épouses officielles, Ahmed Bey se contente d'une seule épouse et d'une concubine ; même avant l'abolition de l'esclavage, il prend l'habitude d'offrir à ses courtisans les odalisques qu'on lui envoie comme présents.
Décédé en 1855 au palais d'été de Sharfiya, à La Goulette, il est enterré au mausolée du Tourbet El Bey situé dans la médina de Tunis.
N'ayant eu au total que deux enfants décédés en bas âge, le bey meurt sans descendance directe et c'est son cousin Mohammed Bey, fils aîné d'Hussein II Bey, qui lui succède sur le trône.

## Dans la culture
- 2018 : Tej El Hadhra, série télévisée de Sami Fehri : Aziz Bey[23]